# Pipromorphe à tête brune
Leptopogon amaurocephalus
Espèce
Statut de conservation UICN

 LC  : Préoccupation mineure
Le Pipromorphe à tête brune (Leptopogon amaurocephalus) est une espèce de passereaux de la famille des Tyrannidae (Tyrannidés en français).

## Description
Le Pipromorphe à tête brune a la calotte et le dessus du corps de couleur brun foncé tandis que le dessous est verdâtre marqué de gris. La gorge est olive striée de blanc. La poitrine est olive terne ainsi que les côtés de l'abdomen tandis que son centre est jaune soufré. Les sus-caudales sont brun-olive tandis que les sous-caudales sont verdâtres. Les ailes sont brun foncé avec les plumes grandes et moyennes couvertures olive foncé avec le bord verdâtre, et les petites couvertures olive foncé. La queue est brune.

## Répartition
Le Pipromorphe à tête brune se rencontre du sud du Mexique à l'ensemble du territoire de l'Amérique centrale et une partie de l'Amérique du sud, à l'exception du Chili et de l'Uruguay. Seuls quelques individus sont présents au nord de l'Argentine.

## Habitat
Cette espèce fréquente les forêts transitoires et marécageuses ainsi que les vignes et les champs de canne à sucre.

## Alimentation
Le Pipromorphe à tête brune se nourrit de fruits en vol stationnaire et d'insectes.

## Nidification
Il pond des œufs blancs dans un nid de forme sphérique suspendu sur les bords d'un ruisseau fait d'herbe, de mousse et de racines avec une entrée latérale.

## Sous-espèces
Selon la classification de référence (version 14.2, 2025) du Congrès ornithologique international il se répartit en six sous-espèces (ordre phylogénique) :
- Leptopogon amaurocephalus pileatus Cabanis, 1866 — du sud du Mexique au Panama ;
- Leptopogon amaurocephalus idius Wetmore, 1957 — île Coiba ;
- Leptopogon amaurocephalus diversus Todd, 1913 — nord de la Colombie et nord-ouest du Venezuela ;
- Leptopogon amaurocephalus orinocensis Zimmer & Phelps, 1946 — plateau des Guyanes ;
- Leptopogon amaurocephalus peruvianus Sclater & Salvin, 1868 — ouest de  l'Amazonie ;
- Leptopogon amaurocephalus amaurocephalus Cabanis, 1846 — de l'est de la Bolivie à la Selva Misionera et la forêt atlantique ;